# Hyaena perrieri

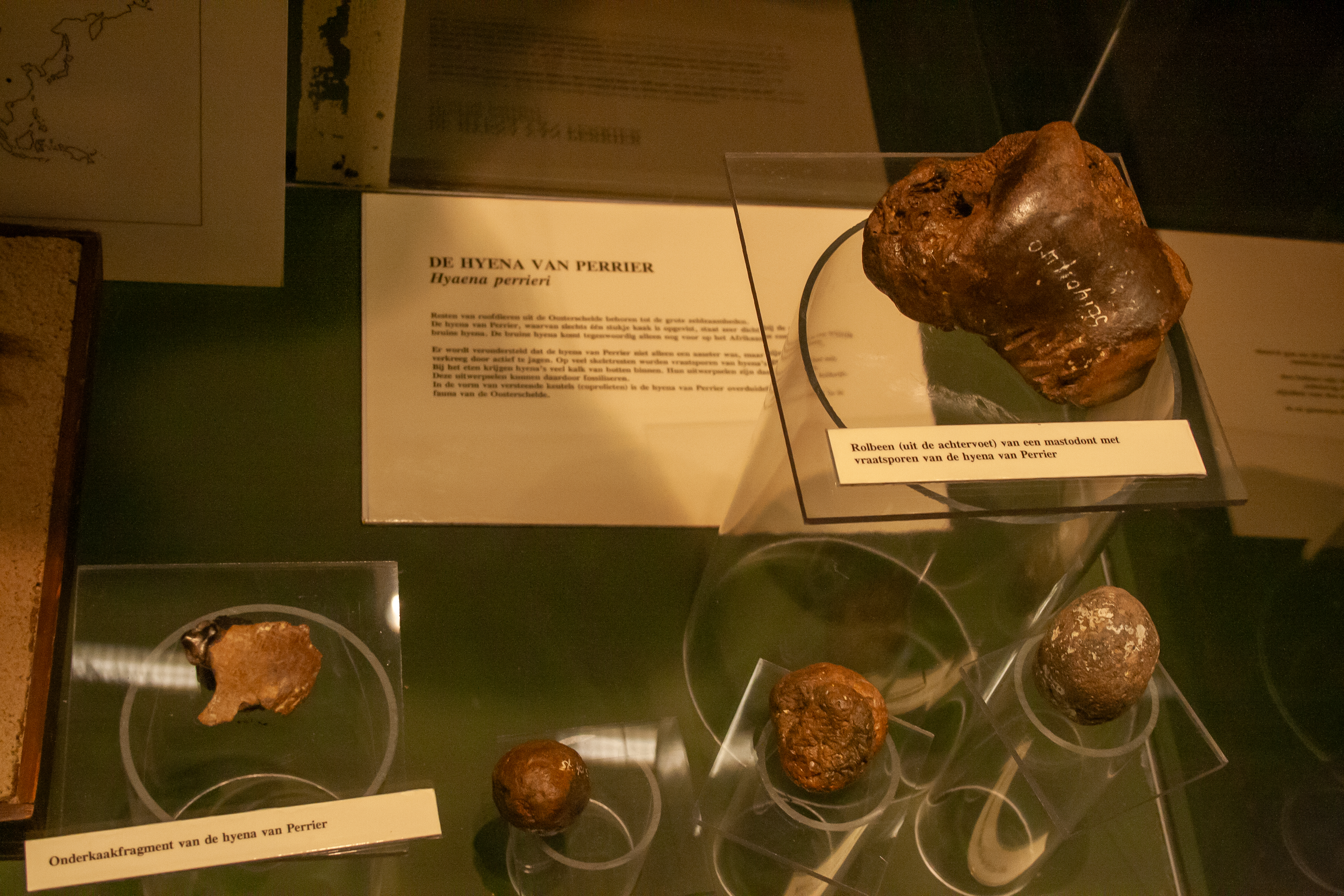

Espèce
Hyaena perrieri est une espèce fossile de hyènes. Cette espèce, étroitement liée à Hyaena brunnea (la Hyène brune), est apparue au début du Villafranchien (Pliocène supérieur) il y a environ 3,5 millions d'années.

## Répartition
Hyaena perrieri était présente en Eurasie, jusqu'au nord de l'Asie et à l'est de la Chine, dès le Villafranchien inférieur au plus tard. Elle avait pour ancêtre Hyaena pyrenaica, et d'elle a dérivé Pachycrocuta brevirostris qui fut la dernière espèce de la lignée.
La mâchoire de cette espèce est plus basse que celle du fossile de Java.

## Taxonomie
Le nom valide complet (avec auteur) de ce taxon est Hyaena perrieri Croizet & Jobert, 1828.
Hyaena perrieri a pour synonyme :
- Hyaena arvernensis Croziet & Jobert, 1828

### Auteurs
Jean-Baptiste Croizet et Antoine Jobert (d) sont généralement cités comme les auteurs de cette espèce. De fait, Bravard, Croizet et Jobert ont cité cette espèce en 1828 sans lui donner de nom scientifique valide. Croizet & Jobert ont mentionné l'espèce comme « hyène de Perrier »,. Sherborn cite Bronn comme auteur, ce qui est également incorrect : l'article sur le genre Hyaena dans Bronn est signé "M", indiquant qu'il a été écrit par von Meyer. Le nom Hyaena perrierii a été utilisé en premier par S.G.L. Price en 1829.

### Confusions
Boule, et Mayet & Roman, considèrent Hyaena topariensis Major comme étant un synonyme de H. perrierii, tandis que Pilgrim pense que H. topariensis est une sous-espèce de cette dernière. 

Bernsen considère que H. robusta (Weithofer, 1889) est une sous-espèce de H. perrierii ; d'autres auteurs prennent H. robusta comme synonyme de Crocuta brevirostris (Aym.), pour d'autres encore c'est un synonyme de H. perrieri ; et Pilgrim considère H. robusta comme une sous-espèce de C. brevirostris.

## Quelques lieux de découvertes de fossiles
Entre autres lieux où l'on a trouvé des fossiles de Hyaena perrieri, on peut citer :
- contreforts des Pamirs et Darvaz (sud du Tadjikistan), partie amont de la rivière Kyzylsu (1,5 à 2,5 Ma)[8] ;
- grotte de Petralona, Grèce.